# Кукафор-да-Карал
Кукафор-да-Карал (Rocafort de Queralt) — муніципалітет і село в Іспанії, у комарці Конка-де-Барбера, у провінції Таррагона, Каталонія.
Муніципалітет має площу 8,6 км2. Його висота становить приблизно 562 м.
Економічна діяльність в основному сільськогосподарська, головним чином зернові, виноградна лоза та вино, головним чином кава, ігристе вино. У минулі часи Рокафор був важливим центром виробництва шафрану.
Походження міста невідоме, але його замок згадується в документі 1178 року.
Станом на січень 2012 року мером Сарраля є Валенті Гуал і Віла.

## Історія
Згідно з документами від 1076 року, село належало гвардійцю Санта-Перпетуа, який відповідав за його заселення. У 13 столітті воно перебувало в руках родини Керальт, а в 1370 році було засновано баронство Рокафор де Керальт. Село перейшла з рук в руки, поки її не придбала Жанна д'Арменгол на початку 16-го століття. Попереднім бароном був Ферран д'Алемані-і-де-Міла, баронство стало вакантним після його смерті у 1954 році. Нинішній барон — Рафаель Сірера-і-Оллер, який відновив титул указом від 2 червня 1995 року. 